# Phomopsis thujae
Phomopsis thujae är en svampart som beskrevs av Died. 1912. Phomopsis thujae ingår i släktet Phomopsis och familjen Diaporthaceae.   Inga underarter finns listade i Catalogue of Life.